# بن فروست
بن فروست (بالإنجليزية: Ben Frost)‏ (و. 1980 – م) هو ملحن، ومنتج أسطوانات، وموسيقي من أستراليا. ولد في ملبورن.

## وصلات خارجية
- بن فروست على موقع IMDb (الإنجليزية)
- بن فروست على موقع ميوزك برينز (الإنجليزية)
- بن فروست على موقع أول ميوزيك (الإنجليزية)
- بن فروست على موقع ديسكوغز (الإنجليزية)
- بن فروست على موقع قاعدة بيانات الفيلم (الإنجليزية)